# Бетринь (Арджеш)
Бетринь, Бетрині (рум. Bătrâni) — село у повіті Арджеш в Румунії. Входить до складу комуни Мошоая.
Село розташоване на відстані 115 км на північний захід від Бухареста, 8 км на захід від Пітешть, 94 км на північний схід від Крайови, 112 км на південний захід від Брашова.

## Населення
За даними перепису населення 2002 року у селі проживали 229 осіб, усі — румуни. Усі жителі села рідною мовою назвали румунську.